# Epiphysan
Epiphysan war ein pharmazeutisches Extrakt aus der Zirbeldrüse junger Rinder, das zunächst zur Brunftunterdrückung hergestellt wurde.  Zwischen 1954 und 1987 spielte es eine unrühmliche Rolle in der Therapie in der Kinderbeobachtungsstation in Innsbruck.

## Zusammensetzung
Epiphysan bestand aus 0,1 g frischer Zirbeldrüse junger Rinder und 3,3 mg Parahydroxybenzoesäuremethylester, als Stabilisator, in wässriger Lösung pro 1 ml.
Es wurde als Epiphysan Disperga als 1 ml-Ampullen (Zulassungsnummer 2582) und in 5 ml-Ampullen, sowie Lingualtabletten für Tiere registriert. Disperga war die vertreibende Firma mit Sitz in Wien. Es war bis zum 1. Oktober 1996 im Warenverzeichnis der Apotheken gelistet. Ein Lieferstopp erfolgte bereits am 1. September 1994. Die Zulassung wurde aber erst am 10. April 2000 aufgehoben.
Dosiert wurde auf 1 ml bis zu 5 ml täglich.

## Anwendung
Das Präparat wurde zur Behandlung von Rindern entwickelt (Brunftunterdrückung) und ab den 1950er Jahren auch beim Menschen angewandt auf die Indikation „Hypersexuelle Störung“. Aufgrund von dauerhaftem Einsatz kam es in mehreren Fällen zu einer Verkümmerung (Atrophie) der Keimdrüsen (Gonaden).

## Geschichte
Das Präparat wurde Ende der 1930er Jahre für die Tiermedizin entwickelt und nach dem Zweiten Weltkrieg auch für die Humanmedizin zugelassen. Vor allem in der Kinderbeobachtungsstation der medizinischen Fakultät der Universität Innsbruck, aus der später die Medizinische Universität Innsbruck hervorging, setzte die Leiterin Maria Nowak-Vogl das Präparat häufig ein. Sie berichtete von 2000 Fällen, die in 15 Jahren „behandelt“ wurden.
Es wurden Kinder behandelt, die nach der damaligen Moralvorstellung und der Ansicht von Erzieherinnen „abnormales sexuelles Verhalten“ zeigten. Erst 2010 wurde eine Expertenkommission eingesetzt, die neben Misshandlungen den Einsatz des Epiphysan-Präparats brandmarkte.